# All About You (canção)
"All About You" (hangul: 그대라는 시; rr: Geudaeraneun Si; lit. "A Poem Titled You") é uma canção gravada pela cantora sul-coreana Taeyeon para a trilha sonora da série dramática Hotel del Luna de 2019. A canção foi lançada como single digital em 21 de julho de 2019, pela YAMYAM Entertainment, sob licença de Dreamus.
Após o seu lançamento, "All About You" liderou a tabela sul-coreana Gaon Digital Chart durante duas semanas consecutivas, tornando-se a sétima canção de Taeyeon a fazê-lo, além disso, a canção tornou-se o seu segundo single a receber o certificado platina da KMCA por ultrapassar cem milhões de unidades de streaming.

## Antecedentes e lançamento
Em 9 de julho de 2019, a YAMYAM Entertainment confirmou que Taeyeon estaria entre os cantores a gravar a trilha sonora da série dramática Hotel del Luna da emissora tvN. Isso marcou a primeira vez que Taeyeon lançou uma gravação de trilha sonora após três anos, seguindo "All with You" de Moon Lovers: Scarlet Heart Ryeo (2016), exibida pela SBS.
A canção, intitulada "그대 라는 시" (literalmente "A Poem Titled You") em coreano e "All About You" em inglês, foi produzida por Song Dong-woon, que já havia produzido as trilhas sonoras de dramas de exitosos como Descendants of the Sun (2016) e Goblin: The Lonely and Great God (2016–17). Em 21 de julho de 2019, "All About You" foi lançado como um single digital pela YAMYAM Entertainment, sob licença de Dreamus.

## Recepção

### Crítica profissional
Lee Seung-mi do The Chosun Ilbo comentou que a melodia "delicada" do piano e os vocais "refinados" de Taeyeon, criaram um encanto misterioso que complementou os temas do drama. Hwang Hye-jin, do portal de notícias sul-coreano Newsen, constatou que o sucesso comercial de "All About You" trouxe de volta a "febre das OST" que aconteceu pela última vez em 2017 com a trilha sonora de Goblin, particularmente com a faixa da cantora Ailee, "I Will Go to You Like the First Snow". Hwang também elogiou a voz emocional de Taeyeon e o piano "requintado" que deu à música uma atmosfera de luto.

### Reconhecimento
| Ano  | Prêmio             | Categoria     | Resultado | Ref.  |
| ---- | ------------------ | ------------- | --------- | ----- |
| 2019 | Korea Drama Awards | Melhor OST    | Indicado  | [ 7 ] |
| 2020 | Seoul Music Awards | Prêmio de OST | Venceu    | [ 8 ] |

| Categoria               | Data                  | Ref.  |
| ----------------------- | --------------------- | ----- |
| Weekly Popularity Award | 5 de agosto de 2019   | [ 9 ] |
| Weekly Popularity Award | 12 de agosto de 2019  | [ 9 ] |
| Weekly Popularity Award | 19 de agosto de 2019  | [ 9 ] |
| Weekly Popularity Award | 26 de agosto de 2019  | [ 9 ] |
| Weekly Popularity Award | 2 de setembro de 2019 | [ 9 ] |

## Faixas e formatos
| "All About You"- Download digital, streaming |                                              |                      |          |          |         |  |
| N.º                                          | Título                                       | Letras               | Música   | Arranjo  | Duração |  |
| 1.                                           | "All About You (그대라는 시)"                | Park Se-joon Ji-hoon | minGtion | minGtion | 3:29    |  |
| 2.                                           | "All About You (그대라는 시)" (instrumental) | -                    | minGtion | minGtion | 3:29    |  |

## Desempenho nas paradas musicais
"All About You" estreou no topo da tabela sul-coreana Gaon Digital Chart, além de posicionar-se em número dois e número um, respectivamente, em suas tabelas componentes Gaon Download Chart e Gaon Streaming Chart, na semana correspondente a 21 a 27 de julho de 2019. Na semana seguinte, a canção permaneceu no topo da Gaon Digital Chart e Gaon Streaming Chart. No geral, "All About You" passou nove semanas dentro do top 10 da Gaon Digital Chart, além disso, se estabeleceu em segundo lugar em sua respectiva tabela mensal de agosto de 2019. Mais tarde, "All About You" figurou em sua respectiva tabela anual de 2019 e 2020. Pela Billboard K-pop Hot 100, "All About You" estreou em seu pico de número dois na semana referente a 27 de julho de 2019.
| Parada musical (2019)                   | Melhor posição |
| --------------------------------------- | -------------- |
| Coreia do Sul (Gaon Digital Chart)      | 1              |
| Coreia do Sul (Billboard K-pop Hot 100) | 2              |

| Parada musical (2019)              | Posição |
| ---------------------------------- | ------- |
| Coreia do Sul (Gaon Digital Chart) | 31      |
| Parada musical (2020)              | Posição |
| Coreia do Sul (Gaon Digital Chart) | 102     |

| Região | Certificação | Vendas       |
| Streaming | Streaming    | Streaming    |
| --- | ------------ | ------------ |
| Coreia do Sul (KMCA) | Platina      | 100 000 000‡ |
| *números de vendas baseados somente na certificação ^distribuições baseadas apenas na certificação ‡vendas+valores de streaming baseados somente na certificação |              |              |

## Créditos e pessoal
A elaboração de "All About You" atribui os seguintes créditos adaptados do Melon.
Produção
- YAMYAM Entertainment (냠냠엔터테인먼트) – produção executiva
- Goo Jong-pil – gravação pela SM Yellow Tail Studio
- Kim Hyun-gon – mixagem pela Doobdoob Studio

Pessoal
- Taeyeon – vocais
- Park Se-joon – letras
- Ji-hoon – letras
- minGtion – composição, arranjo
- Song Dong-woon – produção
- Kim Yeon-seo –  direção vocal